# Hispano-Suiza HS.404
20-мм авіаційна гармата Hispano-Suiza HS.404 (нім. Hispano-Suiza HS.404) — 20-мм автоматична авіаційна гармата, під потужний набій 20 × 110 мм. Гармата була розроблена французькою компанією Hispano-Suiza SA під керівництвом швейцарського інженера Марка Бірк'є (фр. Marc Birkigt). Hispano 404 була оригінальною розробкою компанії, але при цьому зберіглася певна конструктивна спадкоємність з гарматами HS.7 і HS.9, які, у свою чергу, були ліцензійною копією швейцарської гармати Oerlikon FFS. Надзвичайно вдала конструкція HS.404 забезпечила їй широке застосування в якості озброєння багатьох типів бойових літаків часів Другої світової та Корейської воєн. Виготовлялася у Франції, а також за ліцензією у Великій Британії і США. HS.404 була попередницею знаменитої британської гармати Hispano.

## Країни-експлуатанти різних варіантів гармати

### Франція

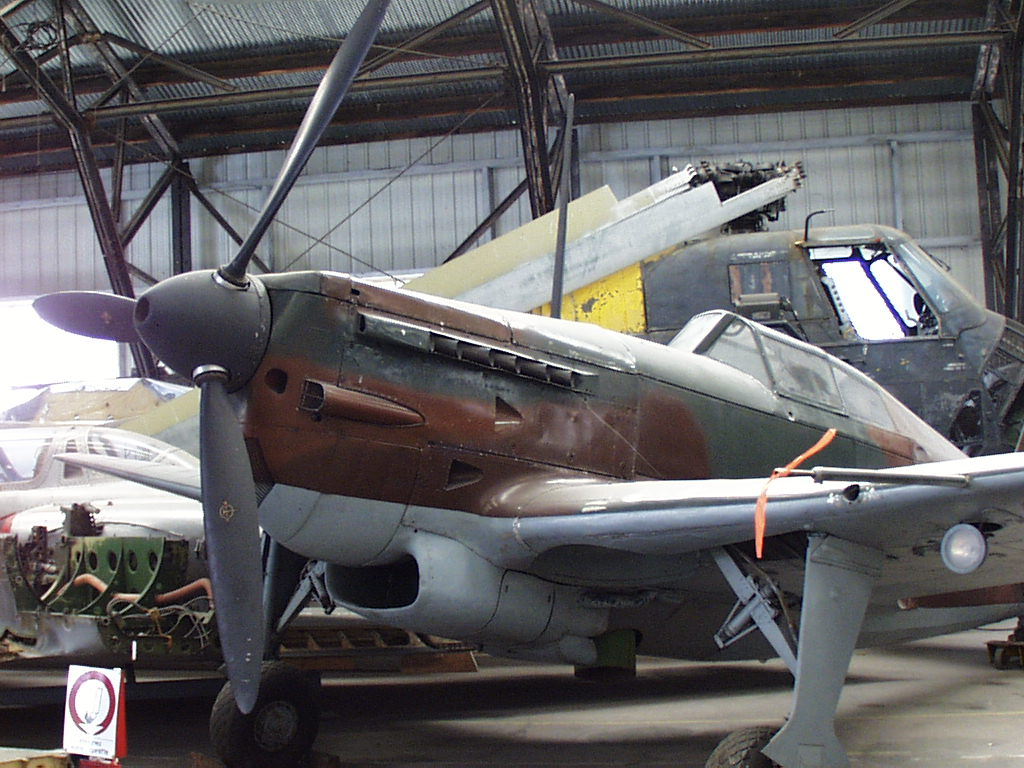
Французький Morane-Saulnier MS.406, один з декількох винищувачів з гарматою, яка стріляла крізь гвинт

- HS.404
  - Bloch MB.152
  - Breguet 693
  - Dewoitine D.500
  - Dewoitine D.520
  - Lioré et Olivier LeO 45
  - Morane-Saulnier MS.406
  - Potez 631

### Британська імперія
- Hispano Mk. I
  - Gloster F.9/37 — прототип; на озброєння не прийнятий
  - Westland Whirlwind — перший винищувач Королівських ПС Великої Британії озброєний гарматою
  - Bristol Beaufighter — перший зразок

- Hispano Mk. II
  - Blackburn Firebrand
  - Blackburn Firecrest
  - Bristol Beaufighter
  - CAC Boomerang

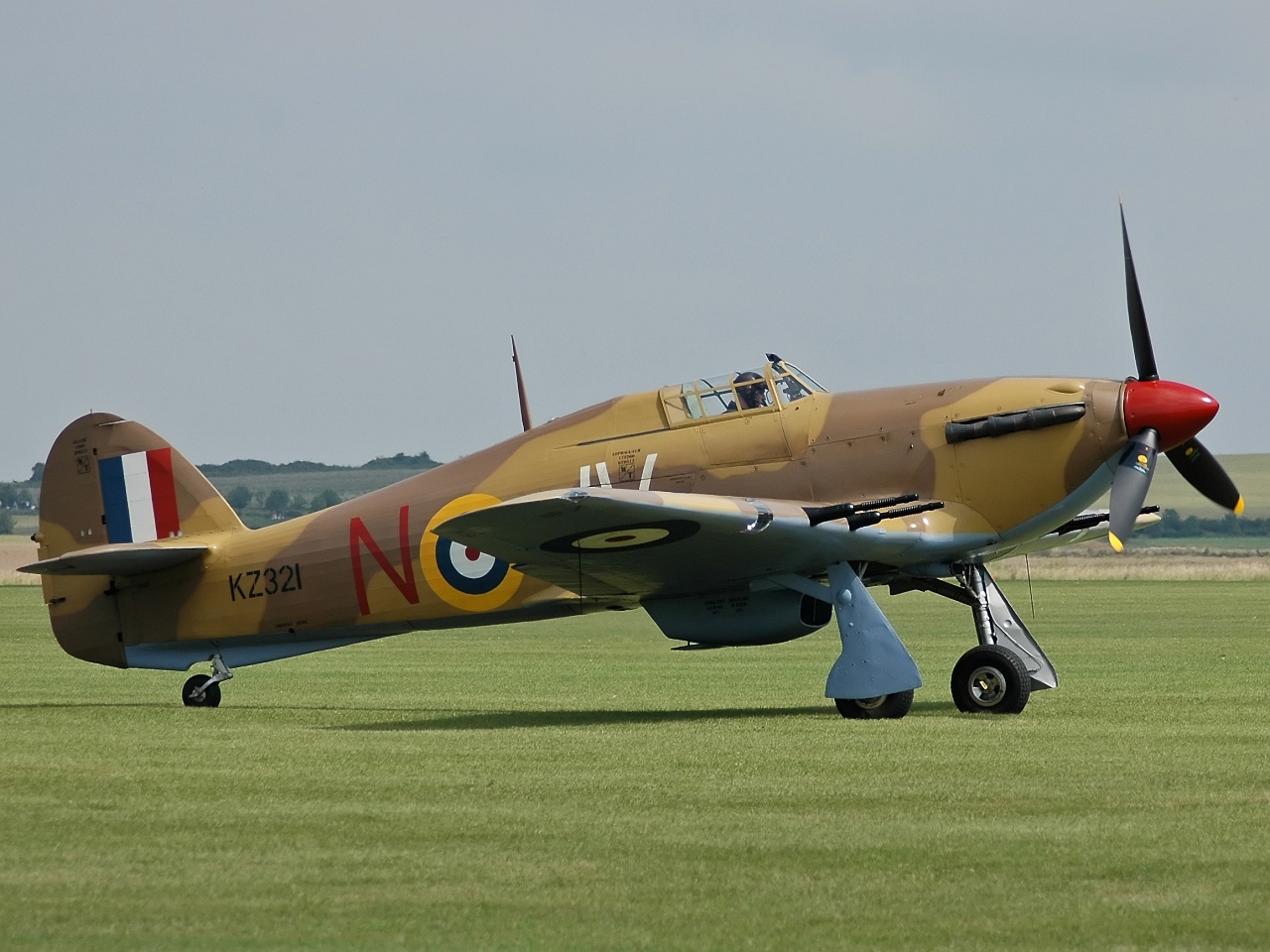
«Харрікейн» Mk.IV з довгоствольними гарматами Mk.II у крилах

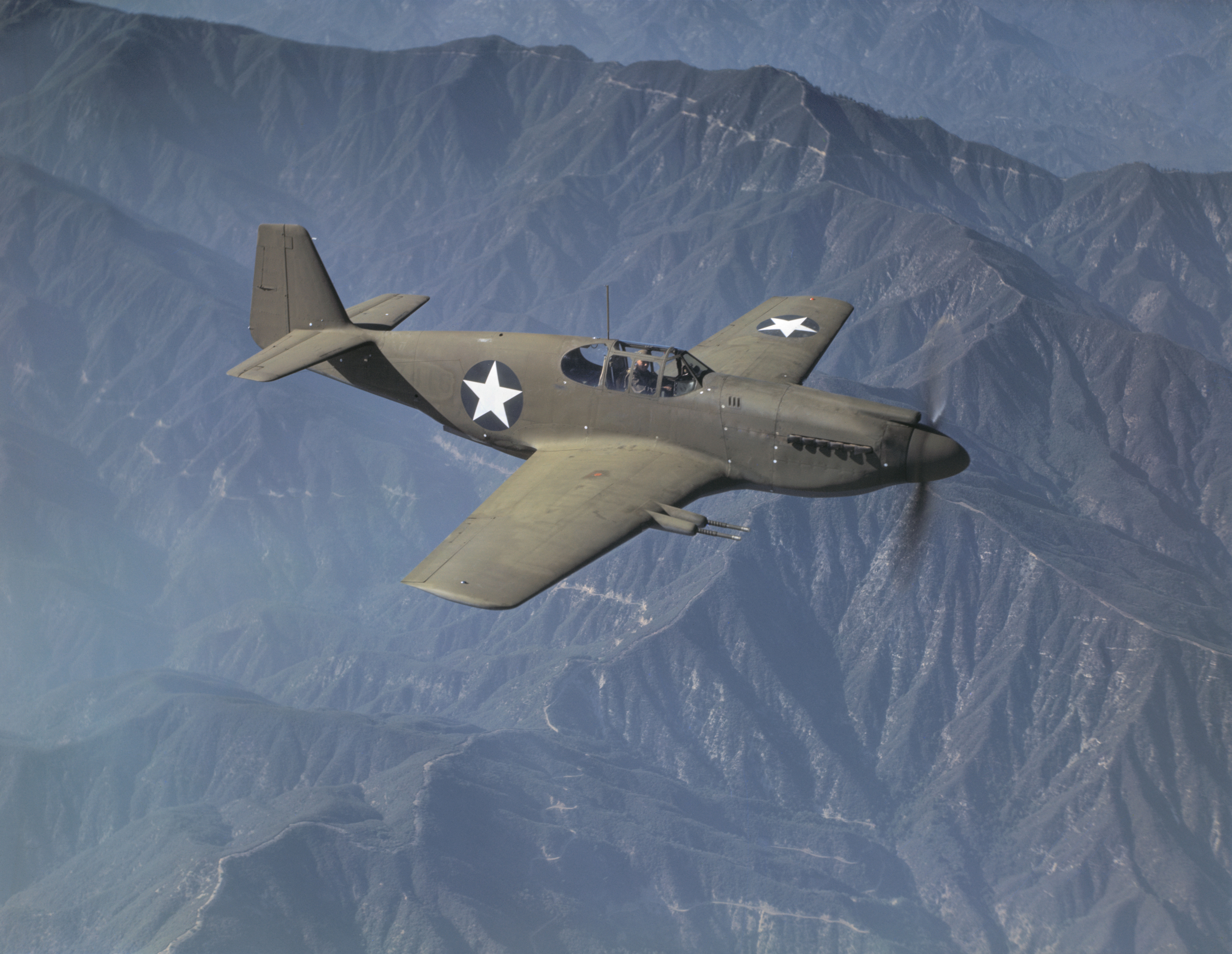
Американський винищувач P-51 «Мустанг» Mk.IA, єдиний варіант Мустанга озброєний гарматою Hispano Mk.II

  - Consolidated Liberator I (4 гармати на 20 літаках)
  - de Havilland Mosquito
  - Douglas Boston III (Intruder)[1]
  - Fairey Firefly
  - Gloster Meteor
  - Hawker Hurricane Mk IIC and IV
  - Hawker Tempest Mk V Srs I
  - Hawker Typhoon Mk IB
  - Martin-Baker MB 3 — прототип
  - North American Mustang IA
  - Supermarine Spitfire (варіанти від Mk.V (типи 331, 349 & 352) до Mk.20)
- Hispano Mk. V
  - Aérospatiale Alouette III (Повітряні сили Південної Африки — установка в кабіні)[2]
  - Avro Lincoln
  - Avro Shackleton[3]
  - Bristol Brigand
  - de Havilland Hornet & Sea Hornet
  - de Havilland Vampire
  - de Havilland Venom & de Havilland Sea Venom
  - English Electric Canberra B.Mk.6 & B(I).Mk.8
  - Hawker Fury & Sea Fury
  - Hawker Sea Hawk
  - Hawker Tempest Mk. V Srs II та наступні версії літака
  - Martin-Baker MB 5 — прототип
  - Saunders-Roe SR.A/1
  - Supermarine Attacker
  - Supermarine Seafang
  - Supermarine Spiteful
  - Supermarine Spitfire — від модифікації Mk.21 (тип 356) та наступні версії
  - Westland Welkin
  - Westland Wyvern

### США

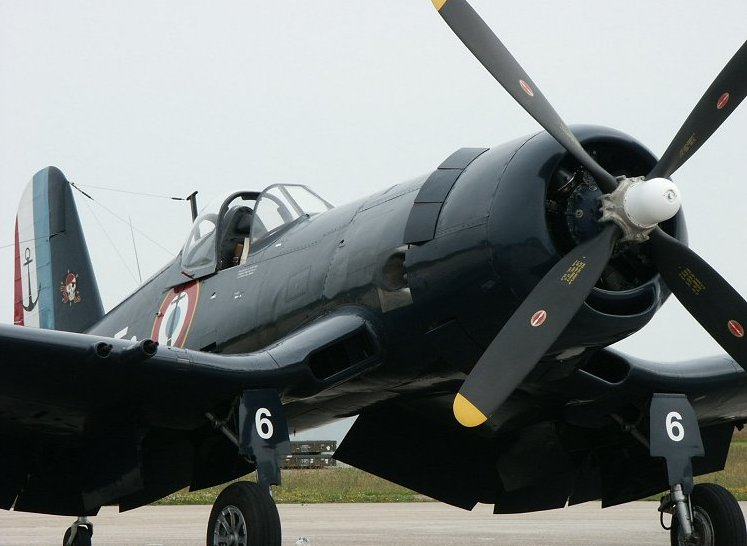
Спарена двоствольна установка M3 на крилах американського F4U «Корсар»

- M1
  - Bell P-39 Airacobra — декілька перших моделей та британські версії літака Bell Airacobra I
  - Lockheed P-38 Lightning — декілька перших моделей та британські версії літака Lockheed Lightning I
- AN/M2
  - Bell P-400
  - Boeing B-29 Superfortress — у хвостовій гарматній установці разом з двома 12,7-мм кулеметами
  - Curtiss SB2C Helldiver
  - North American P-51 Mustang — модель NA-91 оснащена чотирма AN/M2
  - Douglas A-1 Skyraider
  - Douglas F3D Skyknight
  - Grumman F6F-5N Hellcat
  - Grumman F9F Panther
  - Grumman F-9 Cougar
  - Lockheed P-38 Lightning
  - Northrop P-61 Black Widow
  - Chance Vought F4U Corsair
- T31[4]
  - Martin AM-1 Mauler
  - Douglas A2D Skyshark
- AN/M3
  - F4U-4B Corsair та наступні версії
  - Chance Vought F6U Pirate
  - Chance Vought F7U Cutlass
  - Douglas A-3 Skywarrior
  - Grumman F9F Panther
  - Grumman F8F Bearcat
  - Grumman F-9 Cougar
- M24
  - Convair B-36 Peacemaker
  - Boeing B-47 Stratojet
  - Douglas B-66 Destroyer
  - Northrop F-89C Scorpion

### Югославія
- HS.404
  - Ikarus IK-2
  - Rogožarski IK-3

### Швеція
- LvAkan m/41 «HS 404» (зенітна версія гармати)
- Akan m/41A «HS 404» (шведська ліцензійна версія)
  - Saab 21 «J 21A-1»
  - Saab 18 «T 18B»
  - Saab 24 «не вироблявся»
- Akan m/46A «Hispano Mk. II Mod 46»
  - J 28 (de Havilland Vampire FB 1 «J 28A»)
  - J 30 (de Havilland Mosquito NF.XIX)
- Akan m/47B «Hispano Mk. V» з магазином на 150 снарядів; частково виготовлялися у Швеції.
  - J 28 (de Havilland Vampire FB.50 «J 28B», двомісний DH 115 «SK 28C»)
  - J 33 (de Havilland Venom NF 51)
- Akan m/47C «Hispano Mk. V» з магазином на 180 снарядів; частково виготовлялися у Швеції.
  - Saab 29 Tunnan «A, B, D, E, F»
- Akan m/47D «Hispano Mk. V» зі стрічкою на 130 снарядів (типу HE) та 10 круглих магазинів з бронебійними снарядами (типу AP); пізніше магазини на 30 снарядів (типу MPHC-T).
  - Pansarbandvagn 302 — гусеничний бронетранспортер з гарматою akan m/47
  - Pansarterrängbil 203A — колісний бронетранспортер

### Швейцарія
- 20-мм автоматична гармата Hispano-suiza FM-45 HS та 20-мм автоматична гармата Hispano-suiza FF-45 HS — швейцарська версія з дульною швидкістю стрільби 780 та 875 м/с відповідно
  - Doflug D.3802 «D.3802A»
  - Doflug D.3803
  - EKW C-3604
- 20-мм автоматична гармата 1948/73 «Hispano Mk. V»
  - Schützenpanzer 63/73 — варіант американського БТР M113, озброєного шведською установкою від Pansarbandvagn 302

### Аргентина
- Hispano Mk. II
  - I.Ae. 24 Calquin
- Hispano Mk. V
  - I.Ae. 30 Ñancú
  - FMA IAe 33 Pulqui II